# Holla, die Waldfee (Film)
Holla, die Waldfee ist ein deutscher Fernsehfilm der Frühling-Filmreihe von Helmut Metzger, der am 10. März 2024 erstmals im ZDF ausgestrahlt wurde. Die Erstveröffentlichung erfolgte am 27. Januar 2024 in der Online-Mediathek des ZDF.
Die Dorfhelferin Katja Baumann, gespielt von Simone Thomalla, steht Familien in Notsituationen zur Seite. Es ist der 49. Film einer Reihe, in der es sich um die Einwohner des Ortes Frühling dreht.

## Handlung
Katja bekommt einen Auftrag, dem sie zwiegespalten gegenübersteht. Eine schwierige Aufgabe hat auch Lilly zu bewältigen. Katja, die wieder genesen ist, soll ausgerechnet bei der neuen Frau ihres Ex-Freundes Mark Unterstützung leisten. Diese ist mit dem zweiten Kind schwanger und ihr wird wegen Komplikationen Bettruhe verordnet. Katjas Verlobter Tom ist von dem neuen Auftrag gar nicht begeistert – noch weniger, als Katja ihm berichtet, dass Mark ihr Trauzeuge werden soll.
Toms Tochter Nora versucht gemeinsam mit ihrem Freund Flo, ihren Vater und Katja auseinanderzubringen. Während einer Beichte, die Nora bei Pfarrer Sonnleiter ablegt, kommt ans Licht, dass sie mit Flo für den Schweinskopf in Katjas Küche sowie die Drohbriefe gegen Katja verantwortlich ist. Sie droht gegenüber dem Pfarrer und gibt ihm zu verstehen, dass sie nun „Schärfere Geschütze“ auffahren wird. Weiterhin trage der Pfarrer einer Mitschuld, da er sich weigere, sie bei der Verwirklichung ihres Plans zu unterstützen. 
Doch es kommt anders, denn nachdem Marc sich als Trauzeuge für Katja ins Spiel gebracht hat, kommt es zu Unstimmigkeiten zwischen Katja und Tom. Katja beendet daraufhin die Beziehung.

## Nebenhandlungen
Pfarrer Sonnleitner putzt die Fenster in der Dorfhelferinnenstation. Von seiner Leistung ist er gänzlich überzeugt, was Katja anders sieht, woraufhin sie sich in der Glasreinigung duellieren. Lilly erhält die Aufgabe, als „Schiedsrichterin“ zu fungieren.
Lilly gelingt es, Amelies Vertrauen zu gewinnen. Amelies Verlobter Ingo ist ihr gegenüber gewalttätig und verbietet ihr den üblichen Umgang mit anderen Personen oder auch, dass sie ihrer regelmäßigen Arbeit nachgeht. Lilly hat eine Lösung.
Roberta Rossi beendet die Beziehung zu Siggi. Roberta und Katja unterhalten sich als Leidensgenossinnen ohne Partner im „Carpe Diem“. Tags darauf gehen beide zur Wahrsagerin Tatjana Feichtkamm.

## Rezeption

### Einschaltquoten
Die Free-TV-Premiere am 10. März 2024 im ZDF verfolgten 6,0 Mio. Menschen, was einem Marktanteil von 19,8 % entspricht.

## Sonstiges
Für Ruth Wohlschlegel, die Lissy Krug spielte, war es die letzte Folge. Wohlschlegel starb im Februar 2024 im Alter von 68 Jahren.